# Nobuo Uematsu
Nobuo Uematsu (植松 伸夫, Uematsu Nobuo, Kochi, Japão. 21 de Março de 1959) é um músico e compositor japonês. A maior parte de sua obra consiste em trilhas sonoras para jogos eletrônicos, ramo no qual se mostrou um dos mais versáteis e populares compositores. Uematsu juntou-se à Square em 1986, onde conheceu pela primeira vez o criador de Final Fantasy, Hironobu Sakaguchi. Os dois trabalharam juntos em muitos títulos na empresa, mais notavelmente na série de jogos eletrônicos Final Fantasy e no jogo Chrono Trigger dentre diversos outros. Uematsu também assina obras autônomas, como o CD "The Black Mages", lançado em 2003, com uma reinterpretação sua e de vários artistas sobre seus temas para Final Fantasy. 
Sua participação em Final Fantasy, em especial, rendeu-lhe fama com o lançamento de versões orquestradas de suas músicas em CD (algumas faixas ganharam letras e vocais), e ocasionalmente suas músicas são executadas em concertos clássicos promovidos pela Sony. Nos Jogos Olímpicos de Atenas, em 2004, a equipe norte-americana de nado sincronizado fez uso das músicas "One Winged Angel" e "Liberi Fatali", de autoria de Nobuo Uematsu.

## Trilhas sonoras de jogos
- Genesis (1985)
- Cruise Chaser Blassty (1986)
- Alpha (1986)
- Crystal Dragon (1986)
- King's Knight Special (1986)
- King's Knight (1986)
- Aliens (1987)
- 3-D WorldRunner (1987)
- JJ (1987)
- Apple Town Story (1987)
- Cleopatra no Mahou (1987)
- Rad Racer (1987)
- Final Fantasy (1987)
- Nakayama Miho no Dokidoki High School
- Hanjuku Hero
- Final Fantasy II (1988) — regravado por Tsuyoshi Sekito no Wonderswan Color e PlayStation  (2000, 2002)
- Makaitoushi SaGa (a.k.a. Final Fantasy Legend) (1989)
- Square's Tom Sawyer (1989)
- Final Fantasy III (1990) — regravado com Tsuyoshi Sekito e Keiji Kawamori para Nintendo DS (2006).
- SaGa 2 Hihou Densetsu (a.k.a. Final Fantasy Legend 2) (1991)
- Final Fantasy IV (1991)
- Final Fantasy V (1992)
- Romancing SaGa 2 (1993) — com Kenji Ito
- Final Fantasy VI (1994)
- Chrono Trigger (1995) — com Yasunori Mitsuda e Noriko Matsueda (também com Tsuyoshi Sekito para PlayStation )
- DynamiTracer (1995)
- Front Mission: Gun Hazard (1996) — com Yasunori Mitsuda, Masashi Hamauzu e Junya Nakano
- Final Fantasy VII (1997)
- Final Fantasy VIII (1999)
- Final Fantasy IX (2000)
- Final Fantasy X (2001) — com Masashi Hamauzu e Junya Nakano
- Hanjuku Hero Vs. 3D (2002)
- Final Fantasy XI (2002/2003) — com Naoshi Mizuta e Kumi Tanioka
- Final Fantasy Tactics Advance (2003) — com Hitoshi Sakimoto
- Hanjuku Hero 4 (2005) — com Kenichiro Fukui, Hirosato Noda, Tsuyoshi Sekito, Naoshi Mizuta, Kenichi Mikoshiba, Ai Yamashita e Kenji Ito
- Blue Dragon (2006)
- Lost Odyssey (2007)
- Anata o Yurusanai (2007) [1]
- Super Smash Bros. Brawl (2008) - com outros compositores[2]
- Cry On
- Lord of Vermilion (2009)
- Sakura Note (2009)
- Final Fantasy XIV  (2010)
- Lord of Arcana (2010) - com Kenichiro Fukui e Satoshi Henmi
- The Last Story (2011)
- LORD of VERMILION Re:2 FAN KIT (2011) - com Hitoshi Sakimoto, Naoshi Mizuta, Kumi Tanioka, Kenji Ito, Hiroki Kikuta e Motoi Sakuraba
- Jyuzaengi ~Engetsu Sangokuden~ (2012) - com Kevin Penkin
- Unchainblades EXXIV (2012) - com Tsutomu Narita, Yoshitaka Hirota e Michio Okamiya
- Fantasy Life (2013)
- NORN9 (2013) - tema principal
- fairy fencer f (2013) - com outros compositores
- Tokyo Twilight Ghosthunters (2014) - tema de abertura
- Granblue Fantasy (2014) - com Tsutomu Narita
- Terra Battle (2015)
- fairy fencer f ADVENT DARK FORCE (2015) - com outros compositores
- Megadimension Neptunia VII (2016) - tema principal
- Final Fantasy XIV Heavensward (2016) - com Masayoshi Soken e Yukiko Takada
- Final Fantasy XV: Comrades (2017) -
- Terra Wars (2019)
- Final Fantasy VII Remake (2020) - com Masashi Hamauzu e Mitsuto Suzuki
- Fantasian (2021)